# De Havilland Goblin
Pour les articles homonymes, voir Goblin.
Le de Havilland Goblin, à l'origine Halford H-1, est un des premiers turboréacteurs, conçu par Frank Halford. Le Goblin, construit par de Havilland est le deuxième moteur de jet britannique à voler, et le premier à passer les tests et recevoir la qualification de type « Turbine à gaz ».
Le Goblin fut le premier moteur du de Havilland Vampire et aurait dû être celui du F-80 Shooting Star (comme le Allis-Chalmers J36) avant que les concepteurs changent de moteur en raison de retards de production. Le Goblin a également propulsé le Saab 21R, le Fiat G.80 (en) et le de Havilland Swallow. Le Goblin a ensuite évolué vers le de Havilland Ghost, dont les numéros de série ont continué celui du dernier Goblin.

## Conception et développement
La conception du moteur a été réalisée par Frank Halford dans sa société de conseil à Londres à partir d'avril 1941. Il est basé sur la conception mise au point par Frank Whittle, utilisant un compresseur centrifuge fournissant de l'air comprimé à seize chambres de combustion, à partir desquels les gaz d'échappement entraînent une turbine axiale à un étage.
Par rapport à la conception de Whittle, le H-1 a été «nettoyé» en ce qu'il utilise un compresseur mono-face avec entrée à l'avant, et une disposition en ligne droite des brûleurs éjectant directement dans la turbine. Le design de Whittle utilisait une disposition «reverse flow» qui renvoyait le flux d'air chaud vers le milieu du moteur, afin de le replier et de réduire la longueur. Les changements d'Halford ont rendu le moteur un peu plus simple que le modèle de Whittle, permettant notamment d'enlever un des paliers principaux. Néanmoins, il était assez compact, même sans le « pliage » à la Whittle.
Le H-1 fit ses premiers tours le 13 avril 1942 et a rapidement mûri pour produire la pleine poussée attendue dans les deux mois. Il effectua ses premiers vols le 5 mars 1943, dans un Gloster Meteor, et le 26 septembre dans le de Havilland Vampire. C'est à cette époque que de Havilland a racheté la société d'Halford et le nomma président de la de Havilland Engine Company, et le nom du moteur change de H-1 à « Goblin », tandis que la nouvelle conception H-2 devient « Gost ».
En juillet 1943, l'un des deux H-1 alors disponibles (en fait le moteur de réserve conçu comme rechange au prototype du Vampire) a été envoyé aux États-Unis, où il a été choisi pour devenir le principal moteur du F-80. Ce moteur a été monté sur le prototype qui effectua son premier vol le 9 janvier 1944. Le moteur a ensuite été détruit accidentellement dans des essais au sol, et a généreusement été remplacé par le seul H-1 restant, le moteur du prototype du Vampire. Allis-Chalmers qui avait été choisie pour produire le moteur aux États-Unis sous le nom de J36, s'est heurtée à de longs retards. La General Electric a été forcée de céder sa version très améliorée du Rolls-Royce Derwent à Allison Engine, qui deviendra le Allison J33.

## Variantes
- H.1/Goblin I:

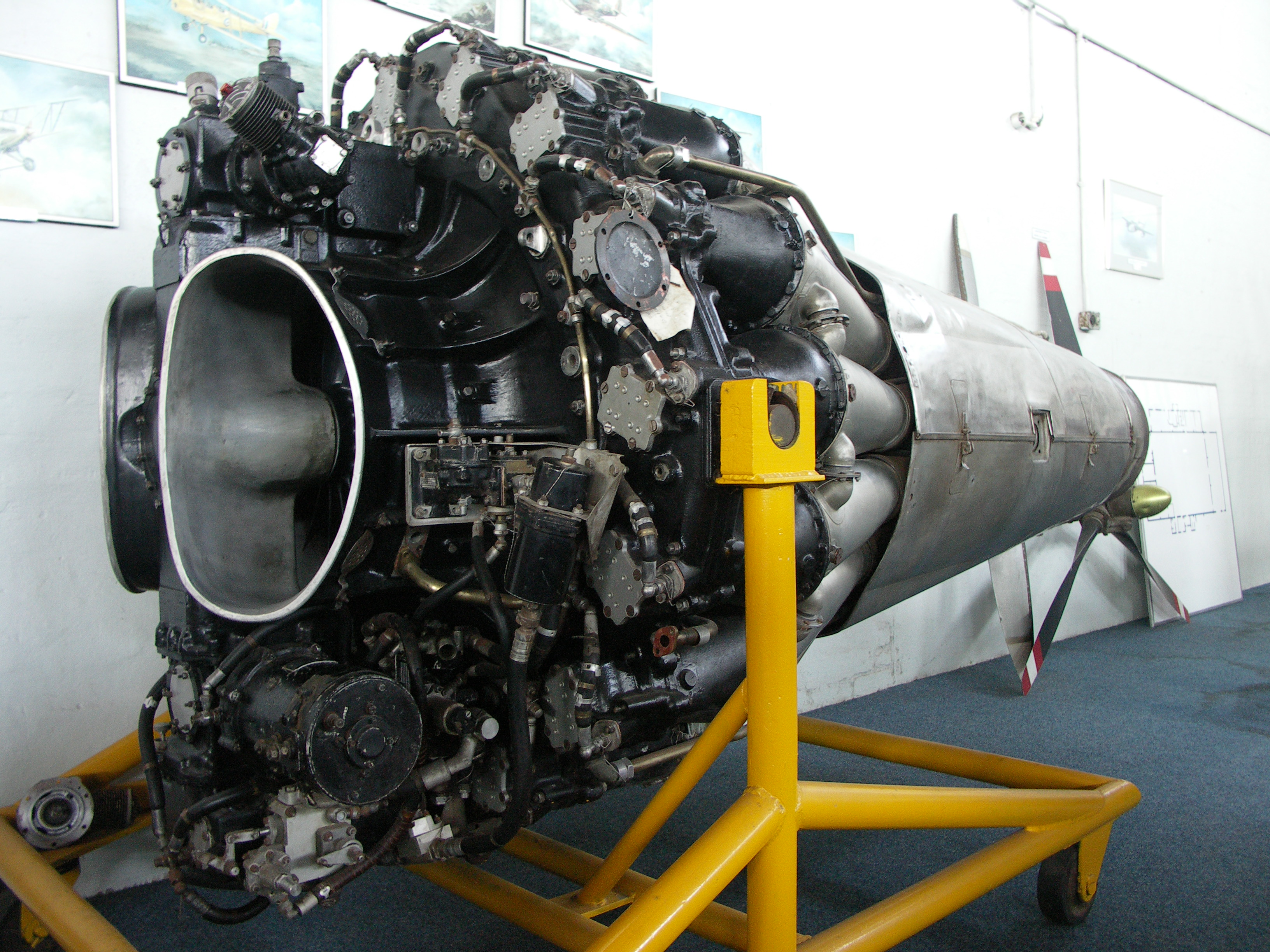
Un moteur Goblin

Délivrant environ 2,300 lbf (10,2 kN) de poussée (poussée nominale pour le prototype) et de 2700 livres-force (12,0 kN) pour les modèles de production.
- Goblin II:

3 100 lbf (13,8 kN)
- Goblin 3:

3 350 lbf (14,9 kN)
- Goblin 35:

3 500 lbf (15,6 kN)
- Goblin 4:

3 750 lbf (16,7 kN)

## Utilisations

### Avions

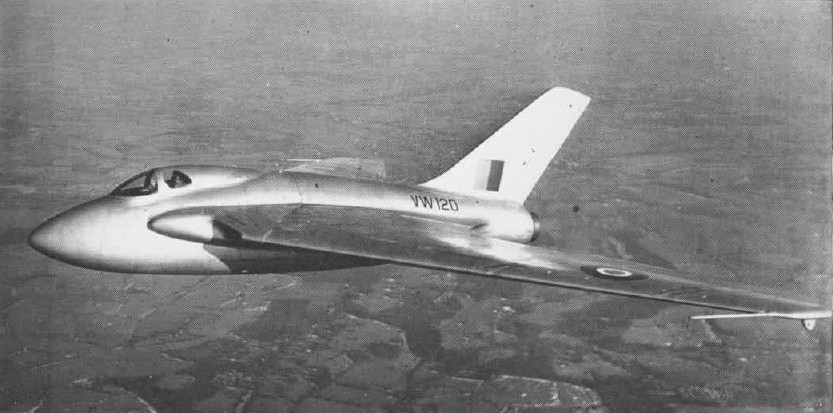
DH.108 Swallow propulsé par un moteur Goblin

- de Havilland Vampire
- de Havilland Swallow
- Curtiss XF15C-1
- Fiat G.80 (en)
- Gloster Meteor
- Lockheed XP-80
- Saab 21R

### Autres utilisations
- Blue Bird K4

## Moteurs en exposition
Des moteurs Goblin sont conservés et exposés dans plusieurs musées, notamment:
- de Havilland Aircraft Heritage Centre (en)
- Midland Air Museum
- Shuttleworth Collection (en)
- Royal Air Force Museum Cosford

## Survivants
En juillet 2009, deux de Havilland Vampires motorisés Goblin restent en état de navigabilité sur les registres britanniques.

## Spécifications
(DH Goblin II)
- type : Turboréacteur
- longueur : 2 718 mm
- diamètre : 1 270 mm
- poids : 703 kg
- compresseur : centrifuge simple face
- combustion : 16 chambres
- turbine : un étage
- carburant : Kerosene
- poussée : 13,3 kN à 10 200 tr/min
- compression : 3.3:1
- température turbine : 790 °C
- consommation : 1 687 kg/h - 2 114 l/h

## Turboréacteurs de la même époque
- BMW 003
- Junkers Jumo 004
- Heinkel HeS 011
- Metropolitan-Vickers F.2

### Développement lié
- Allison J33
- de Havilland Ghost